# Sénergues
Sénergues est une commune française située dans le département de l'Aveyron, en région Occitanie. Mentionnée dès 819, elle est devenue une étape de la via Podiensis sur la route de Compostelle.
Le patrimoine architectural de la commune comprend deux  immeubles protégés au titre des monuments historiques : le château de Sénergues, inscrit en 1979, et le château de Montarnal, classé en 1997. L'église Saint-Martin de Sénergues est ornée de vitraux en dalles de verre.

## Géographie

### Communes limitrophes
Les communes limitrophes sont  Conques-en-Rouergue, Espeyrac, Le Fel, Pruines, Saint-Félix-de-Lunel et Vieillevie.

### Hydrographie

#### Réseau hydrographique

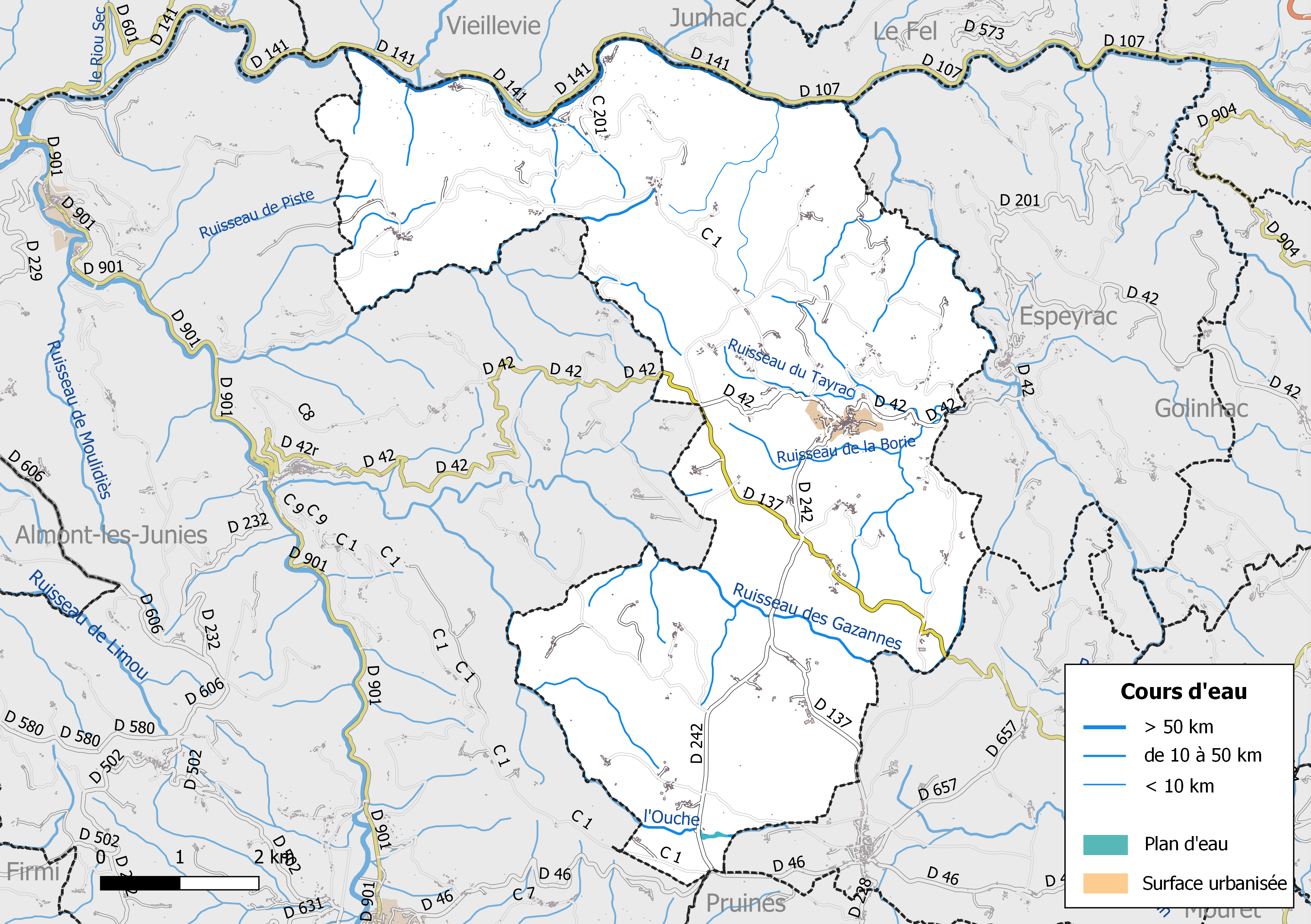
Réseaux hydrographique et routier de Sénergues.

La commune est drainée par le Lot, le ruisseau de la Daze, l'Ouche, le ruisseau de Sainte-Anne, le ruisseau des Gazannes, le ruisseau de Gardès, le ruisseau de la Borie, le ruisseau de Piste, le ruisseau des Canals, le ruisseau du Tayrac et par divers petits cours d'eau.
Le Lot prend sa source à 1272 m d’altitude sur la montagne du Goulet (nord du Mont Lozère), dans la commune de Cubières (48), et se jette  dans la Garonne à Monheurt (47), après avoir parcouru 484 km et traversé 129 communes.

#### Gestion des cours d'eau
La gestion des cours d’eau situés dans le bassin de l’Aveyron est assurée par l’établissement public d'aménagement et de gestion des eaux (EPAGE) Aveyron amont, créé le 1er janvier 2017, en remplacement du syndicat mixte du bassin versant Aveyron amont,,.

### Climat
Pour des articles plus généraux, voir Climat de l'Occitanie et Climat de l'Aveyron.
En 2010, le climat de la commune est de type climat océanique altéré, selon une étude s'appuyant sur une série de données couvrant la période 1971-2000. En 2020, Météo-France publie une typologie des climats de la France métropolitaine dans laquelle la commune est exposée à un climat de montagne et est dans une zone de transition entre les régions climatiques « Ouest et nord-ouest du Massif Central » et « Sud-est du Massif Central »0.
Pour la période 1971-2000, la température annuelle moyenne est de 11,7 °C, avec une amplitude thermique annuelle de 15,8 °C. Le cumul annuel moyen de précipitations est de 1 079 mm, avec 12,5 jours de précipitations en janvier et 7 jours en juillet. Pour la période 1991-2020, la température moyenne annuelle observée sur la station météorologique la plus proche, située sur la commune d'Entraygues-sur-Truyère à 8 km à vol d'oiseau, est de 13,3 °C et le cumul annuel moyen de précipitations est de 1 116,3 mm,. Pour l'avenir, les paramètres climatiques de la commune estimés pour 2050 selon différents scénarios d'émission de gaz à effet de serre sont consultables sur un site dédié publié par Météo-France en novembre 2022.

### Milieux naturels et biodiversité

#### Sites Natura 2000

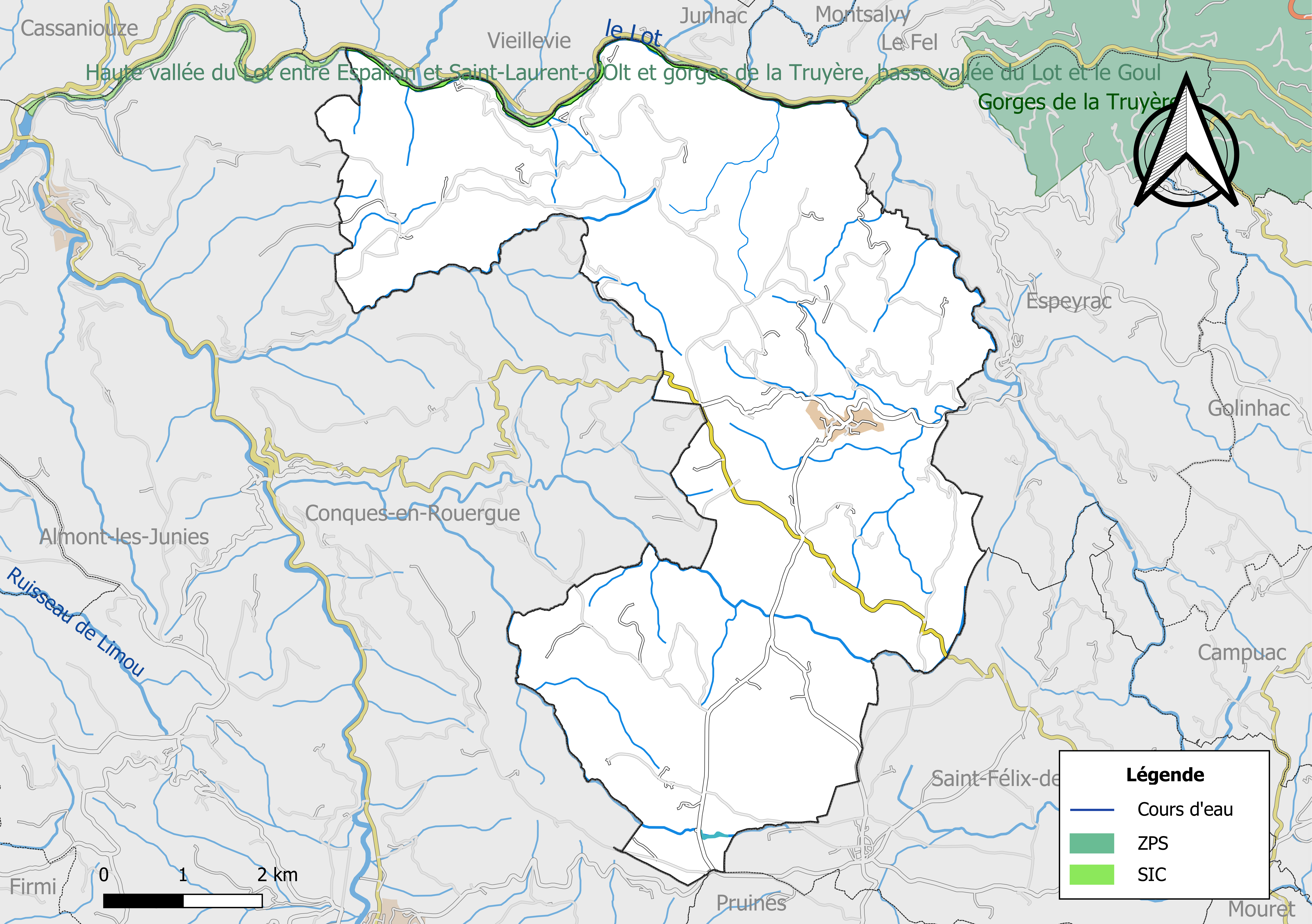
Sites Natura 2000 sur le territoire communal.

Le réseau Natura 2000 est un réseau écologique européen de sites naturels d’intérêt écologique élaboré à partir des Directives « Habitats » et « Oiseaux ». Ce réseau est constitué de Zones spéciales de conservation (ZSC) et de Zones de protection spéciale (ZPS). Dans les zones de ce réseau, les États Membres s'engagent à maintenir dans un état de conservation favorable les types d'habitats et d'espèces concernés, par le biais de mesures réglementaires, administratives ou contractuelles.
Un site Natura 2000 a été défini sur la commune au titre de la « directive Habitats » : 
- La « Haute vallée du Lot entre Espalion et Saint-Laurent-d'Olt et gorges de la Truyère, basse vallée du Lot et le Goul », d'une superficie de 5 653 ha, comprend une partie de la vallée du Lot ainsi que deux de ses affluents : la Truyère et le Goul. Le site est remarquable d'une part du fait de la présence de deux espèces d'intérêt communautaire, la Loutre d'Europe et le Chabot, et de plusieurs habitats aquatiques et forestiers d'intérêts communautaires qui se rapportent aux trois entités paysagères du site[14] ;

#### Zones naturelles d'intérêt écologique, faunistique et floristique
L’inventaire des zones naturelles d'intérêt écologique, faunistique et floristique (ZNIEFF) a pour objectif de réaliser une couverture des zones les plus intéressantes sur le plan écologique, essentiellement dans la perspective d’améliorer la connaissance du patrimoine naturel national et de fournir aux différents décideurs un outil d’aide à la prise en compte de l’environnement dans l’aménagement du territoire.
Le territoire communal de Sénergues comprend une ZNIEFF de type 1,, 
la « Rivière Lot (partie Aveyron) » (2 552 ha), couvrant 33 communes dont 30 dans l'Aveyron, 2 dans le Cantal et 1 dans la Lozère
, et une ZNIEFF de type 2,, 
la « Vallée du Lot (partie Aveyron) » (19 239 ha), qui s'étend sur 47 communes dont 39 dans l'Aveyron, 5 dans le Cantal, 2 dans le Lot et 1 dans la Lozère.

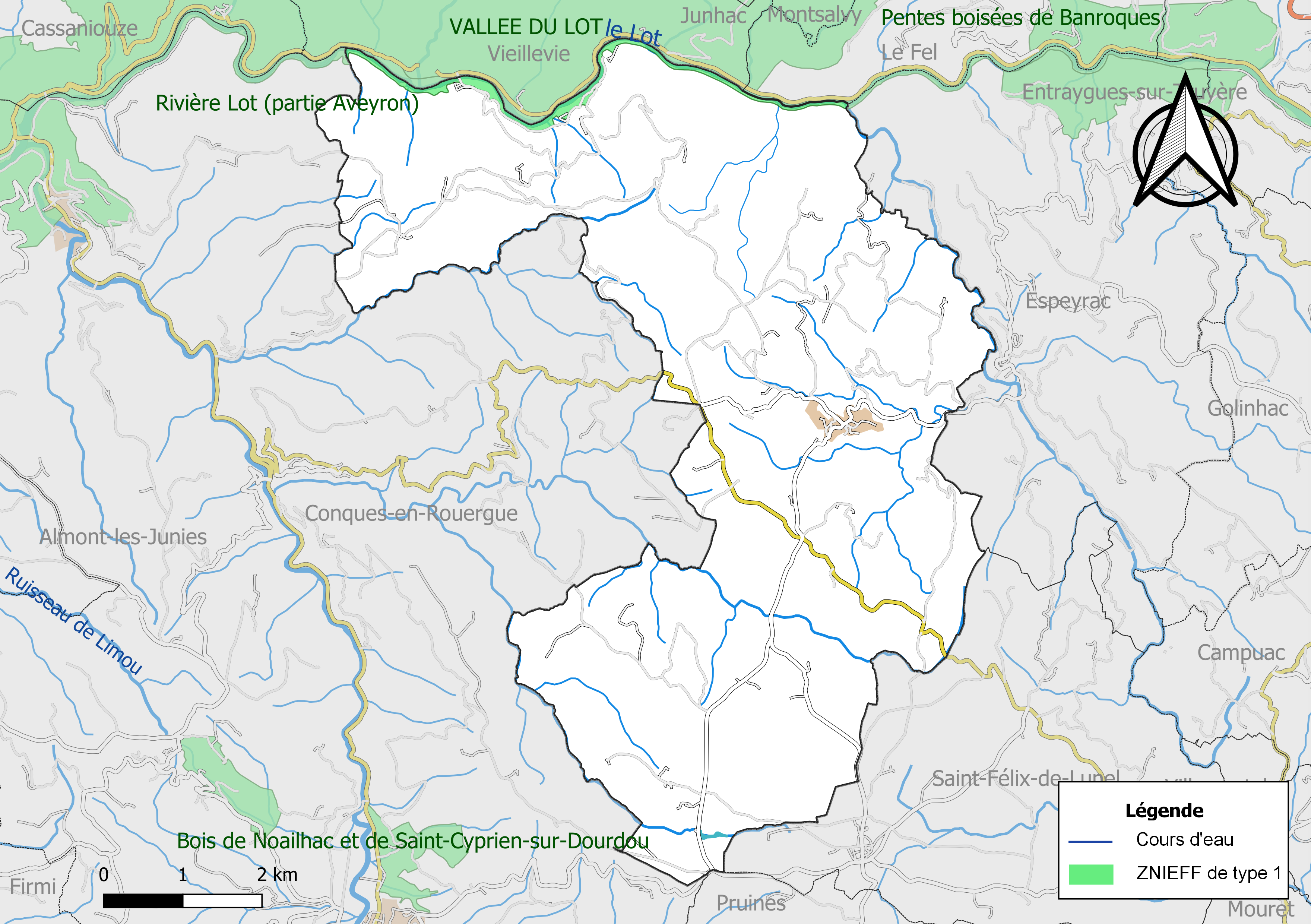
Carte de la ZNIEFF de type 1 de la commune.
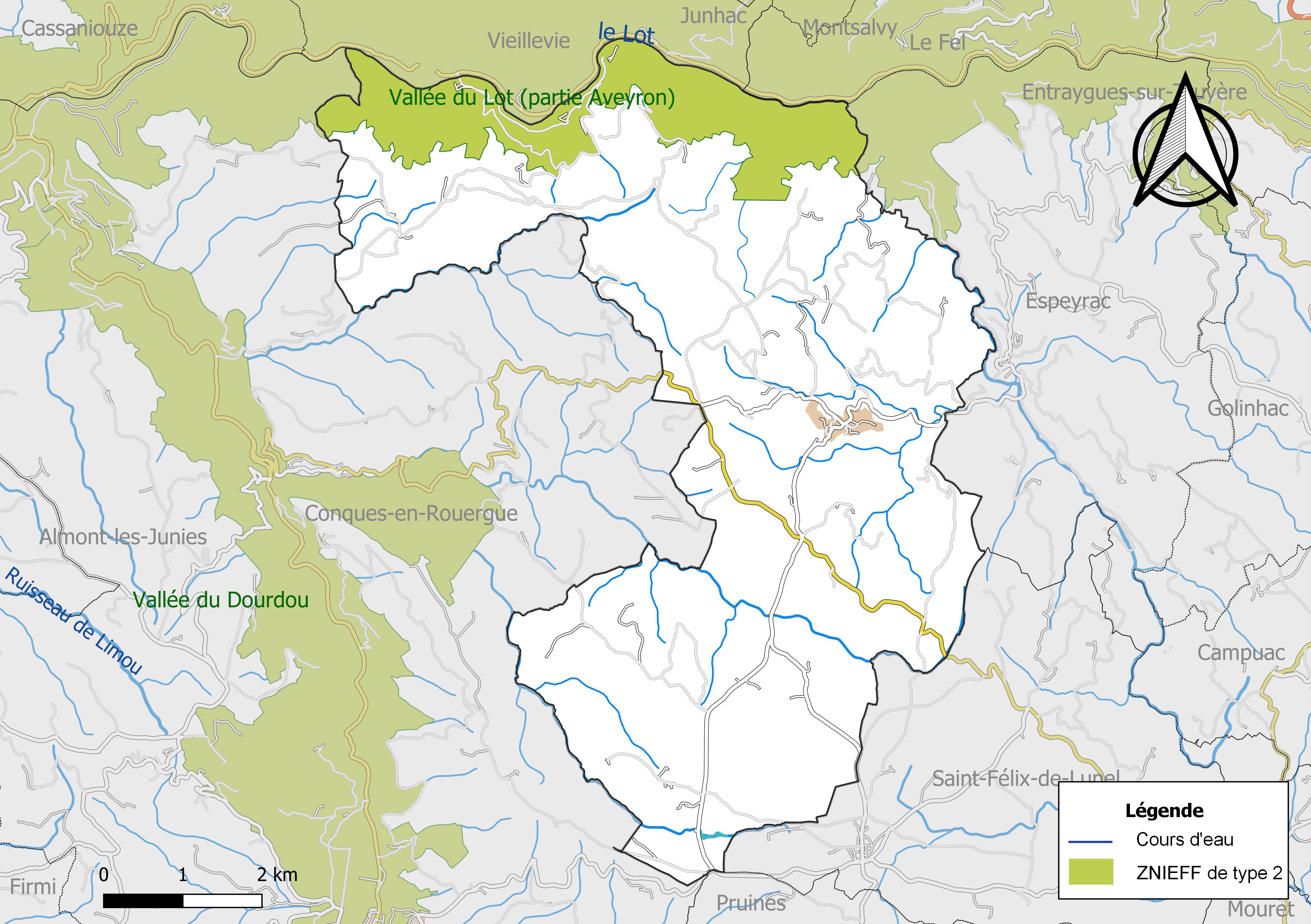
Carte de la ZNIEFF de type 2 de la commune.

## Urbanisme

### Typologie
Au 1er janvier 2024, Sénergues est catégorisée commune rurale à habitat très dispersé, selon la nouvelle grille communale de densité à 7 niveaux définie par l'Insee en 2022.
Elle est située hors unité urbaine et hors attraction des villes,.

### Occupation des sols

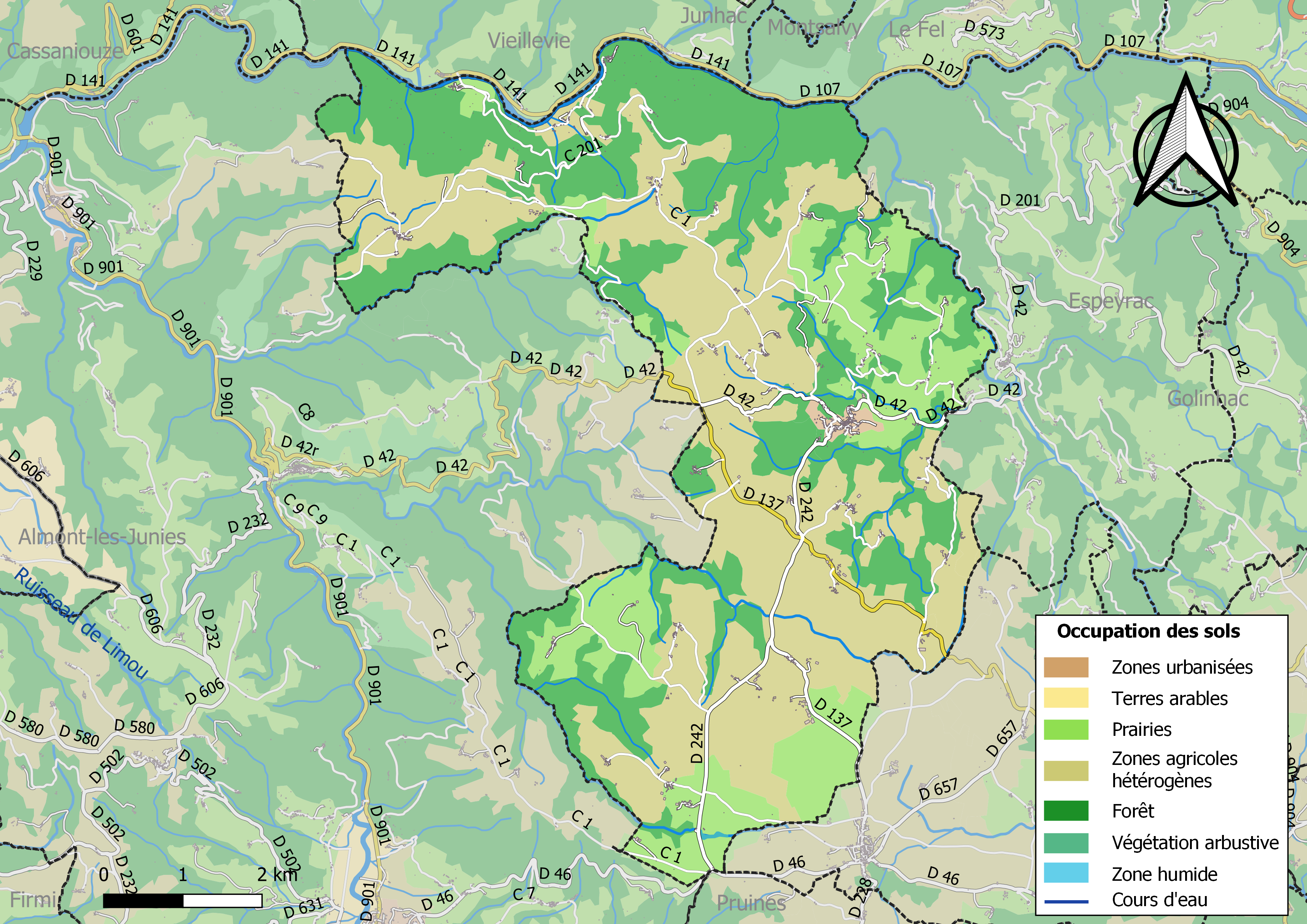
Infrastructures et occupation des sols de la commune de Sénergues.

L'occupation des sols de la commune, telle qu'elle ressort de la base de données européenne d’occupation biophysique des sols Corine Land Cover (CLC), est marquée par l'importance des territoires agricoles (62,6 % en 2018), en augmentation par rapport à 1990 (60,6 %). La répartition détaillée en 2018 est la suivante : 
zones agricoles hétérogènes (44,3 %), forêts (36,9 %), prairies (18,2 %), zones urbanisées (0,6 %).

### Planification
La loi SRU du 13 décembre 2000 a incité fortement les communes à se regrouper au sein d’un établissement public, pour déterminer les partis d’aménagement de l’espace au sein d’un SCoT, un document essentiel d’orientation stratégique des politiques publiques à une grande échelle. La commune est dans le territoire du SCoT du Centre Ouest Aveyron  approuvé en février 2020. La structure porteuse est le Pôle d'équilibre territorial et rural Centre Ouest Aveyron, qui associe neuf EPCI, notamment la communauté de communes Conques-Marcillac, dont la commune est membre.
La commune ne disposait pas en 2017 de document d'urbanisme opérationnel et le règlement national d'urbanisme s'appliquait donc pour la délivrance des permis de construire.

### Risques majeurs
Le territoire de la commune de Sénergues est vulnérable à différents aléas naturels : inondations, climatiques (hiver exceptionnel ou canicule), feux de forêts et séisme (sismicité faible).
Il est également exposé à un risque technologique, et la rupture d'un barrage, et à deux risques particuliers, les risques radon et minier,.

#### Risques naturels

Zones inondables de la commune de Sénergues.

Certaines parties du territoire communal sont susceptibles d’être affectées par le risque d’inondation par débordement du Lot. Les dernières grandes crues historiques, ayant touché plusieurs parties du département, remontent aux 3 et 4 décembre 2003 (dans les bassins du Lot, de l'Aveyron, du Viaur et du Tarn) et au 28 novembre 2014 (bassins de la Sorgues et du Dourdou). Ce risque est pris en compte dans l'aménagement du territoire de la commune par le biais du Plan de prévention du risque inondation (PPRI) Lot amont, approuvé le 21 décembre 2007.
Le Plan départemental de protection des forêts contre les incendies découpe le département de l’Aveyron en sept « bassins de risque » et définit une sensibilité des communes à l’aléa feux de forêt (de faible à très forte). La commune est classée en sensibilité faible.
Les mouvements de terrains susceptibles de se produire sur la commune sont liés au retrait-gonflement des argiles, conséquence d'un changement d'humidité des sols argileux. Les argiles sont capables de fixer l'eau disponible mais aussi de la perdre en se rétractant en cas de sécheresse. Ce phénomène peut provoquer des dégâts très importants sur les constructions (fissures, déformations des ouvertures) pouvant rendre inhabitables certains locaux. La carte de zonage de cet aléa peut être consultée sur le site de l'observatoire national des risques naturels Georisques

#### Risques technologiques
Dans le département de l'Aveyron on dénombre huit grands barrages susceptibles d’occasionner des dégâts en cas de rupture. La commune fait partie des 64 communes susceptibles d’être touchées par l’onde de submersion consécutive à la rupture d’un de ces barrages.

#### Risques particuliers
La commune est concernée par le risque minier, principalement lié à l’évolution des cavités souterraines laissées à l’abandon et sans entretien après l’exploitation des mines.
Dans plusieurs parties du territoire national, le radon, accumulé dans certains logements ou autres locaux, peut constituer une source significative d’exposition de la population aux rayonnements ionisants. Toutes les communes du département sont concernées par le risque radon à un niveau plus ou moins élevé. Selon le dossier départemental des risques majeurs du département établi en 2013, la commune de Sénergues est classée à risque moyen à élevé. Un décret du 4 juin 2018 a modifié la terminologie du zonage définie dans le code de la santé publique et a été complété par un arrêté du 27 juin 2018 portant délimitation des zones à potentiel radon du territoire français. La commune est désormais en zone 3, à savoir zone à potentiel radon significatif.

## Toponymie
Sénergues apparaît sous la forme Cerniangis en 819, puis Cerniargas en 1245. L'origine doit être une formation latine, *Serenianicas, dérivée avec un double suffixe du nom de personne romain Serenus : « le domaine des gens de Serenus (Sereni) ».

## Histoire

### Moyen Âge
Le 8 avril 819, l'église de Sénergues (aecclesia de Cerniangis) est citée en premier dans la liste des biens cédés par l'empereur Louis le Pieux aux moines de la jeune abbaye de Conques. La possession de cette église est confirmée en 1245 par le pape Innocent IV. Sénergues ne doit pas être confondue avec Serniaco, chef-lieu d'une ancienne viguerie carolingienne qui s'étendait à proximité. L'église a été sans doute précédée d'un lieu de culte païen, comme en témoigne une pierre sacrificielle celte à proximité.

### Époque contemporaine
La commune de Sénergues est issue de la fusion de trois paroisses : celle de Saint-Martin de Sénergues, celle de Montarnal et Notre-Dame d'Aynès, et celle de Saint-Sulpice et Pomiès.

## Politique et administration

### Découpage territorial
La commune de Sénergues est membre de la communauté de communes Conques-Marcillac, un établissement public de coopération intercommunale (EPCI) à fiscalité propre créé le 27 décembre 1996 dont le siège est à Marcillac-Vallon. Ce dernier est par ailleurs membre d'autres groupements intercommunaux.
Sur le plan administratif, elle est rattachée à l'arrondissement de Rodez, au département de l'Aveyron et à la région Occitanie. Sur le plan électoral, elle dépend du  canton de Lot et Dourdou pour l'élection des conseillers départementaux, depuis le redécoupage cantonal de 2014 entré en vigueur en 2015, et de la deuxième circonscription de l'Aveyron  pour les élections législatives, depuis le dernier découpage électoral de 2010.

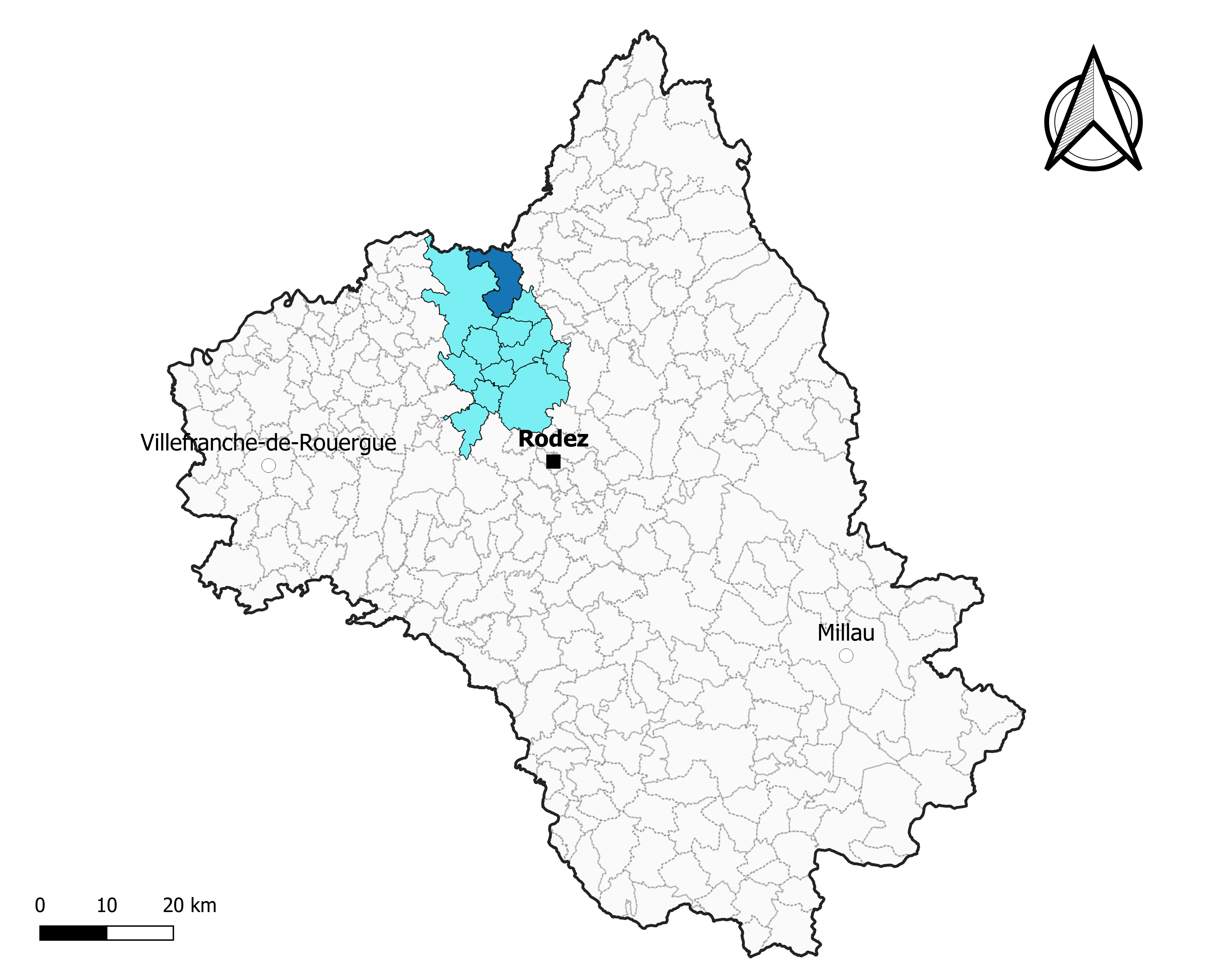
Sénergues dans l'intercommunalité en 2020.
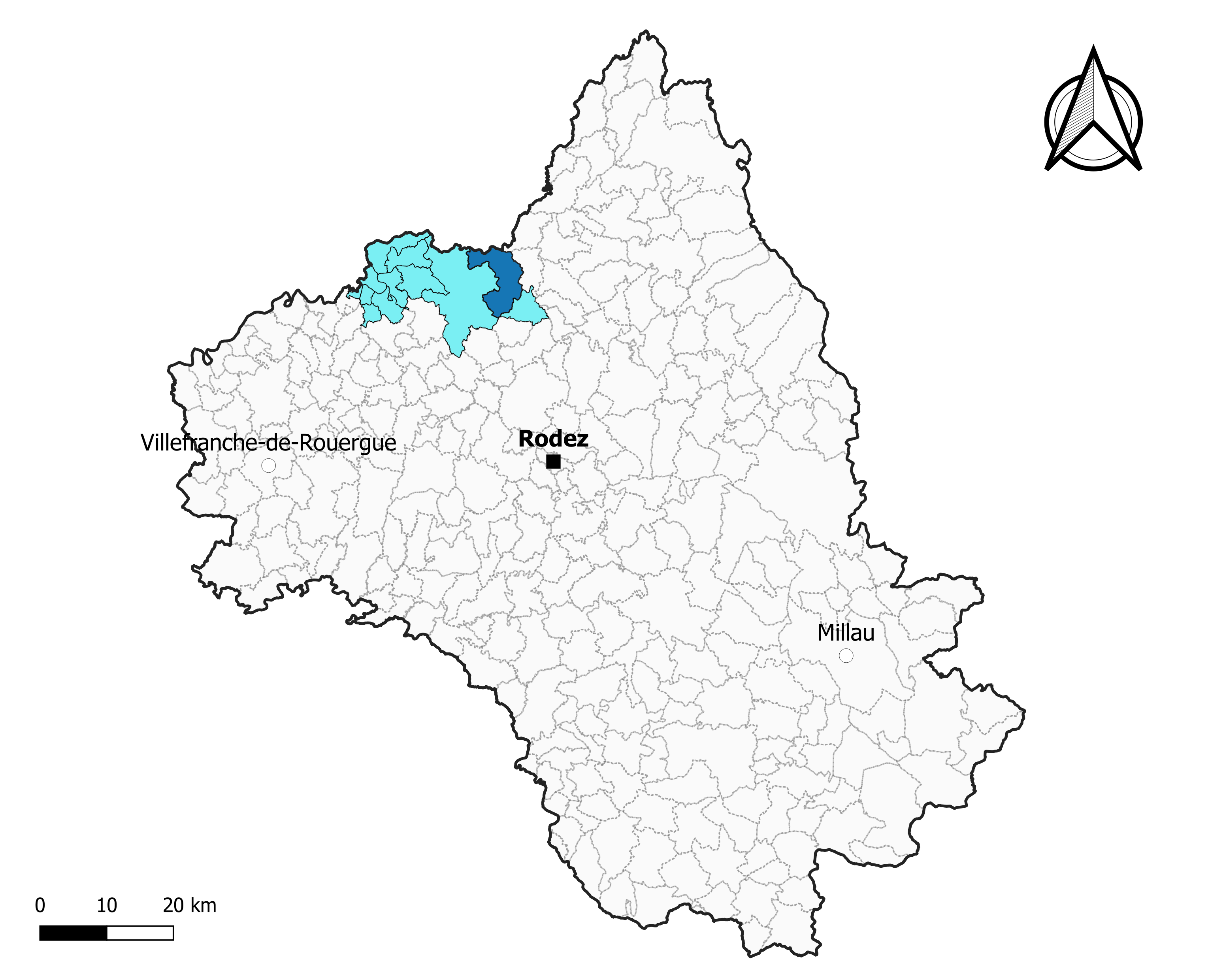
Sénergues dans le canton de Lot et Dourdou en 2020.
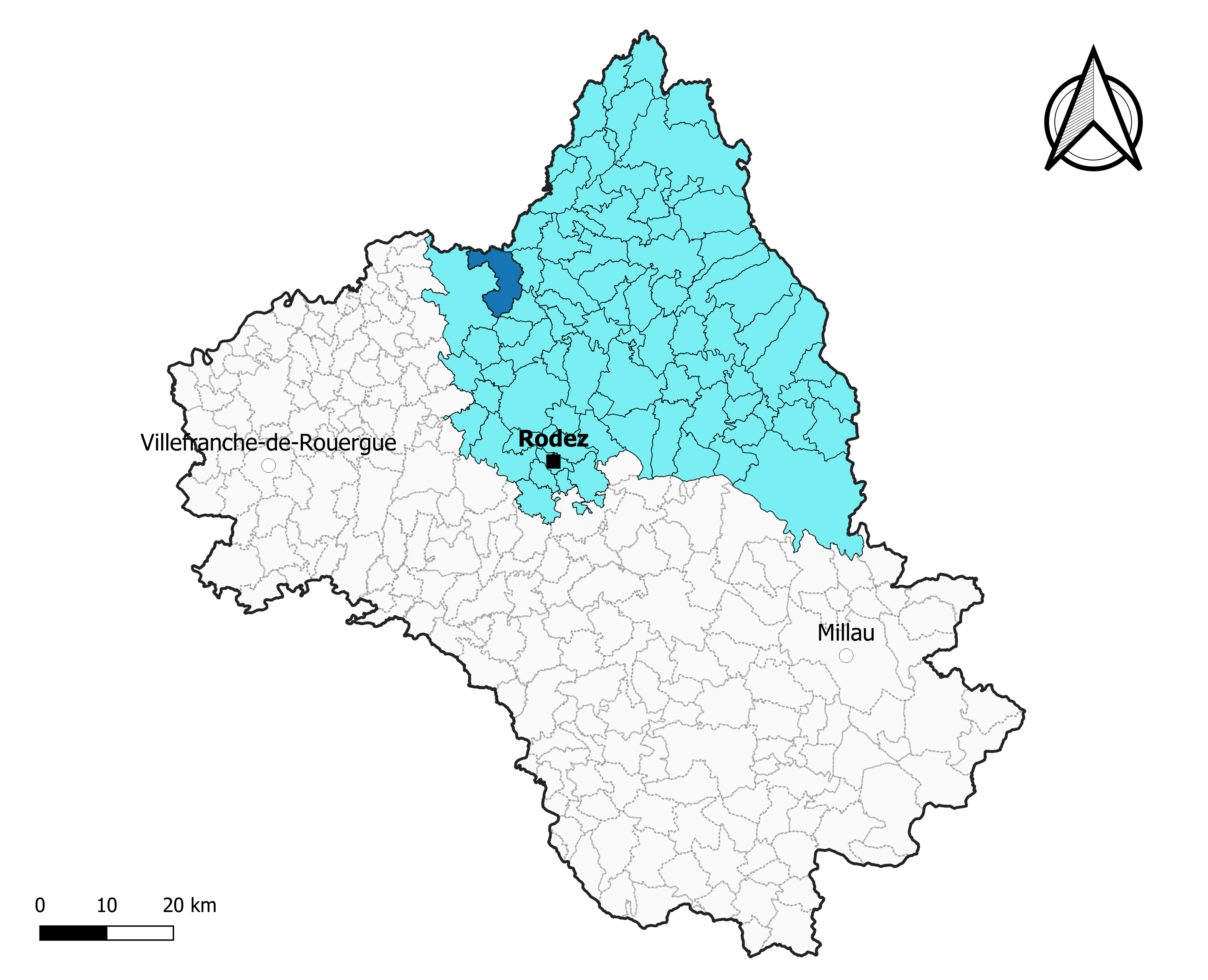
Sénergues dans l'arrondissement de Rodez en 2020.

### Élections municipales et communautaires

#### Élections de 2020
Le conseil municipal de Sénergues, commune de moins de 1 000 habitants, est élu au scrutin majoritaire plurinominal à deux tours avec candidatures isolées ou groupées et possibilité de panachage. Compte tenu de la population communale, le nombre de sièges à pourvoir lors des élections municipales de 2020 est de 11. La totalité des onze candidats en lice est élue dès le premier tour, le 15 mars 2020, avec un taux de participation de 72,15 %.
Daniel Joulia est élu nouveau maire de la commune le 25 mai 2020.
Dans les communes de moins de 1 000 habitants, les conseillers communautaires sont désignés parmi les conseillers municipaux élus en suivant l’ordre du tableau (maire, adjoints puis conseillers municipaux) et dans la limite du nombre de sièges attribués à la commune au sein du conseil communautaire. Deux sièges sont attribués à la commune au sein de la communauté de communes Conques-Marcillac.

#### Liste des maires
| Période                                  | Période  | Identité       | Étiquette | Qualité                         |
| ---------------------------------------- | -------- | -------------- | --------- | ------------------------------- |
| 2001                                     | 2008     | Pierre Vernhes |           |                                 |
| mars 2008                                | mai 2020 | Paul Goudy     |           | Retraité agricole               |
| mai 2020                                 | En cours | Daniel Joulia, |           | Contremaître, agent de maîtrise |
| Les données manquantes sont à compléter. |          |                |           |                                 |

## Démographie
L'évolution du nombre d'habitants est connue à travers les recensements de la population effectués dans la commune depuis 1793. Pour les communes de moins de 10 000 habitants, une enquête de recensement portant sur toute la population est réalisée tous les cinq ans, les populations de référence des années intermédiaires étant quant à elles estimées par interpolation ou extrapolation. Pour la commune, le premier recensement exhaustif entrant dans le cadre du nouveau dispositif a été réalisé en 2008.

En 2022, la commune comptait 424 habitants, en évolution de +0,71 % par rapport à 2016 (Aveyron : +0,37 %, France hors Mayotte : +2,11 %).
| 1793 | 1800  | 1806  | 1821  | 1831  | 1836  | 1841  | 1846  | 1851  |
| ---- | ----- | ----- | ----- | ----- | ----- | ----- | ----- | ----- |
| 935  | 1 366 | 1 442 | 1 363 | 1 441 | 1 465 | 1 599 | 1 666 | 1 668 |

| 1856  | 1861  | 1866  | 1872  | 1876  | 1881  | 1886  | 1891  | 1896  |
| ----- | ----- | ----- | ----- | ----- | ----- | ----- | ----- | ----- |
| 1 630 | 1 631 | 1 571 | 1 641 | 1 621 | 1 671 | 1 603 | 1 527 | 1 478 |

| 1901  | 1906  | 1911  | 1921  | 1926  | 1931  | 1936  | 1946  | 1954 |
| ----- | ----- | ----- | ----- | ----- | ----- | ----- | ----- | ---- |
| 1 405 | 1 379 | 1 359 | 1 158 | 1 160 | 1 175 | 1 160 | 1 038 | 918  |

| 1962 | 1968 | 1975 | 1982 | 1990 | 1999 | 2006 | 2008 | 2013 |
| ---- | ---- | ---- | ---- | ---- | ---- | ---- | ---- | ---- |
| 910  | 898  | 815  | 732  | 608  | 545  | 500  | 487  | 427  |

| 2018 | 2022 | - | - | - | - | - | - | - |
| ---- | ---- | - | - | - | - | - | - | - |
| 421  | 424  | - | - | - | - | - | - | - |

## Économie

### Revenus
En 2018  (données Insee publiées en septembre 2021), la commune compte 185 ménages fiscaux, regroupant 373 personnes. La médiane du revenu disponible par unité de consommation est de 17 520 € (20 640 € dans le département).

### Emploi
| Division       | 2008  | 2013  | 2018  |
| -------------- | ----- | ----- | ----- |
| Commune        | 1,4 % | 3,6 % | 2,8 % |
| Département    | 5,4 % | 7,1 % | 7,1 % |
| France entière | 8,3 % | 10 %  | 10 %  |

En 2018, la population âgée de 15 à 64 ans s'élève à 214 personnes, parmi lesquelles on compte 70,6 % d'actifs (67,8 % ayant un emploi et 2,8 % de chômeurs) et 29,4 % d'inactifs,. Depuis 2008, le taux de chômage communal (au sens du recensement) des 15-64 ans est inférieur à celui de la France et du département.
La commune est hors attraction des villes,. Elle compte 114 emplois en 2018, contre 112 en 2013 et 121 en 2008. Le nombre d'actifs ayant un emploi résidant dans la commune est de 149, soit un indicateur de concentration d'emploi de 76,7 % et un taux d'activité parmi les 15 ans ou plus de 40,1 %.
Sur ces 149 actifs de 15 ans ou plus ayant un emploi, 86 travaillent dans la commune, soit 58 % des habitants. Pour se rendre au travail, 57 % des habitants utilisent un véhicule personnel ou de fonction à quatre roues, 3,4 % les transports en commun, 12,1 % s'y rendent en deux-roues, à vélo ou à pied et 27,5 % n'ont pas besoin de transport (travail au domicile).

### Activités hors agriculture

#### Secteurs d'activités
37 établissements sont implantés  à Sénergues au 31 décembre 2019. Le tableau ci-dessous en détaille le nombre par secteur d'activité et compare les ratios avec ceux du département,.
| Secteur d'activité                                                                                        | Commune | Commune | Département |
| Secteur d'activité                                                                                        | Nombre  | %       | %           |
| --- | ------- | ------- | ----------- |
| Ensemble                                                                                                  | 37      |         |             |
| Industrie manufacturière, industries extractives et autres                                                | 9       | 24,3 %  | (17,7 %)    |
| Construction                                                                                              | 4       | 10,8 %  | (13 %)      |
| Commerce de gros et de détail, transports, hébergement et restauration                                    | 14      | 37,8 %  | (27,5 %)    |
| Activités financières et d'assurance                                                                      | 2       | 5,4 %   | (3,4 %)     |
| Activités immobilières                                                                                    | 1       | 2,7 %   | (4,2 %)     |
| Activités spécialisées, scientifiques et techniques et activités de services administratifs et de soutien | 3       | 8,1 %   | (12,4 %)    |
| Administration publique, enseignement, santé humaine et action sociale                                    | 3       | 8,1 %   | (12,7 %)    |
| Autres activités de services                                                                              | 1       | 2,7 %   | (7,8 %)     |

Le secteur du commerce de gros et de détail, des transports, de l'hébergement et de la restauration est prépondérant sur la commune puisqu'il représente 37,8 % du nombre total d'établissements de la commune (14 sur les 37 entreprises implantées  à Sénergues), contre 27,5 % au niveau départemental.

#### Entreprises
Les deux entreprises ayant leur siège social sur le territoire communal qui génèrent le plus de chiffre d'affaires en 2020 sont : 
- Sanhes Jean-Claude Et Fils, travaux de plâtrerie (870 k€)
- SAS Delices Fermiers, commerce de gros (commerce interentreprises) d'autres produits intermédiaires (50 k€)

### Agriculture
La commune est dans la « Viadène et vallée du Lot », une petite région agricole occupant le nord-ouest du département de l'Aveyron. En 2020, l'orientation technico-économique de l'agriculture  sur la commune est l'élevage bovin, orientation mixte lait et viande.
|               | 1988  | 2000  | 2010  | 2020  |
| ------------- | ----- | ----- | ----- | ----- |
| Exploitations | 95    | 62    | 57    | 52    |
| SAU (ha)      | 2 591 | 2 940 | 3 101 | 3 028 |

Le nombre d'exploitations agricoles en activité et ayant leur siège dans la commune est passé de 95 lors du recensement agricole de 1988  à 62 en 2000 puis à 57 en 2010 et enfin à 52 en 2020, soit une baisse de 45 % en 32 ans. Le même mouvement est observé à l'échelle du département qui a perdu pendant cette période 51 % de ses exploitations,. La surface agricole utilisée sur la commune a quant à elle augmenté, passant de 2 591 ha en 1988 à 3 028 ha en 2020. Parallèlement la surface agricole utilisée moyenne par exploitation a augmenté, passant de 27 à 58 ha.

## Culture locale et patrimoine

### Patrimoine religieux
- Église Saint-Martin de Sénergues. En 819, une église fut donnée par Louis le Pieux à la jeune abbaye de Conques. L'édifice actuel a été construit dans la première moitié du XVIe siècle à l'initiative d'Antoine de Rousselet, abbé de Conques ; il renferme une cuve baptismale en granit du XIe siècle. Les vitraux en dalle de verre, non figuratifs, ont été réalisés par le frère Ephrem (Jacques Socard), de l'abbaye d'En Calcat, à la demande des prêtres de Sénergues Paul Blanadet puis Paul Brégou, en 1965 puis en 1970-71[38].

Une plaque commémorative a été apposée dans l'église en avril 2019 pour les 1 200 ans de sa première mention, en présence d'Anne-Marie Escoffier, de la préfète de l'Aveyron, et de Mgr Fonlupt, évêque de Rodez.
- Église Notre-Dame-d'Aynès de Sénergues.
- Église Saint-Sulpice de Saint-Sulpice.
- Chapelle Saint-Pierre de Pomiès.
- Chapelle Saint-Roch de Montarnal : les grilles de fer forgé de cette chapelle castrale ont été restaurées en 2015[60].

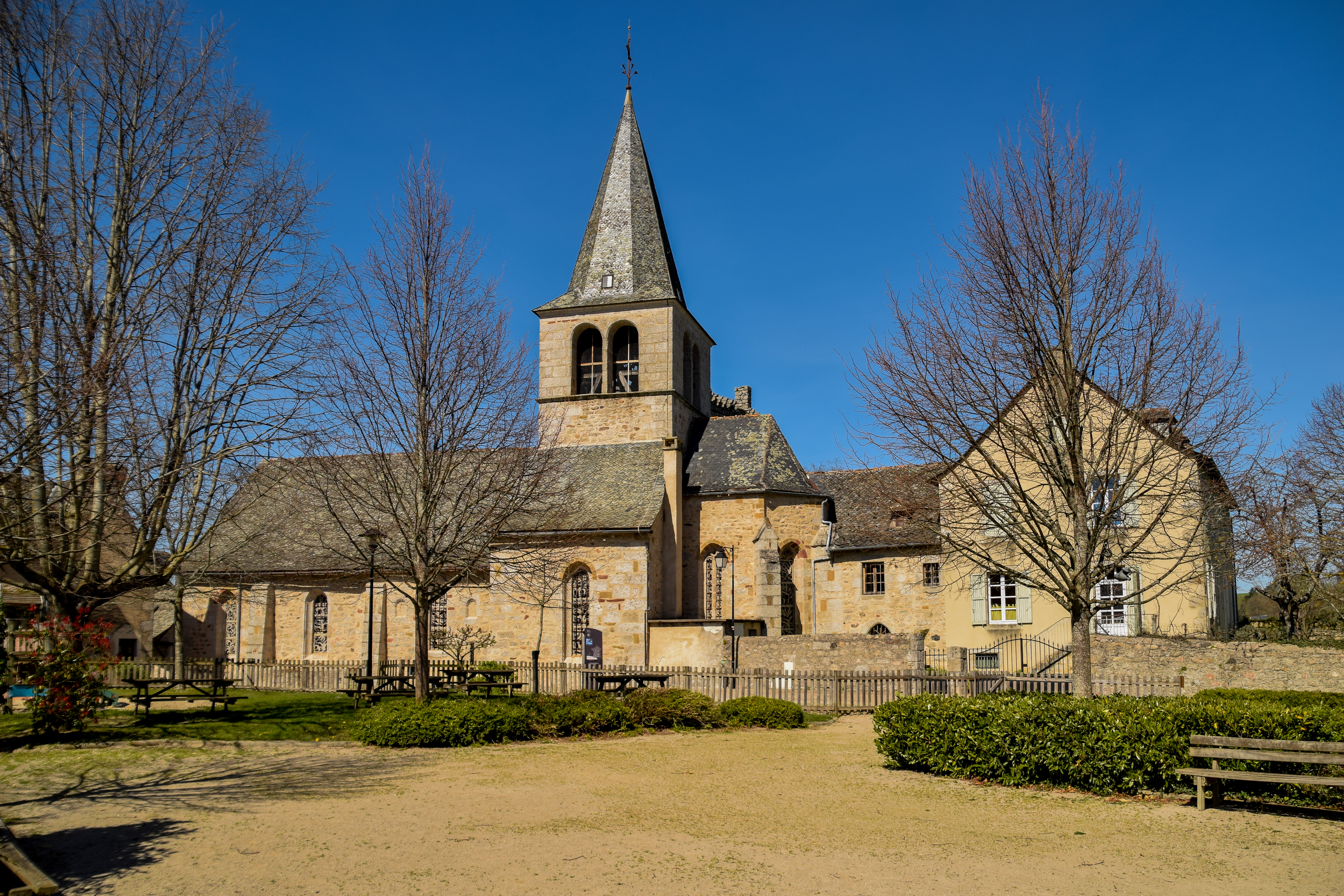
Église Saint-Martin de Sénergues
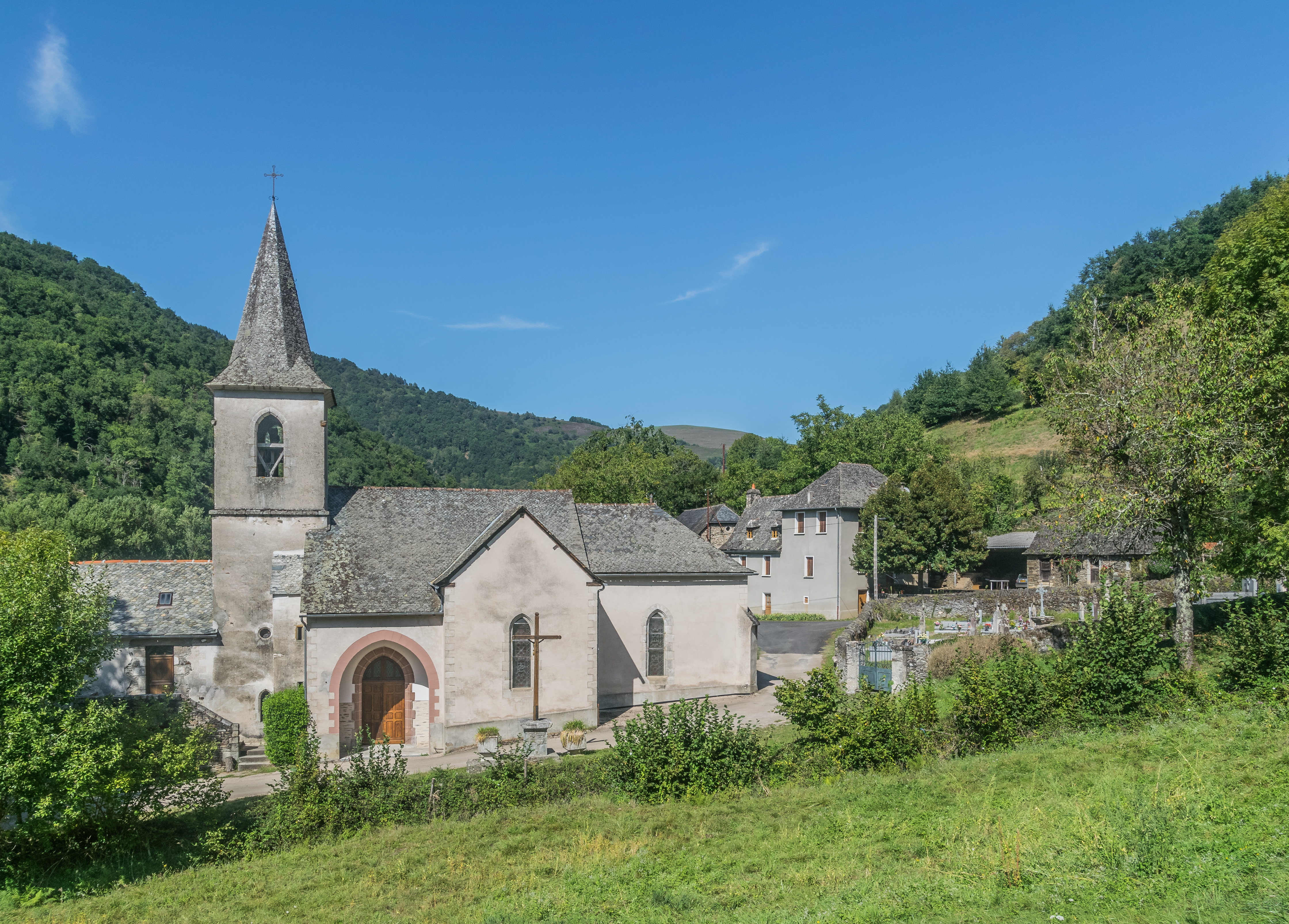
Église Notre-Dame-d'Aynès de Sénergues
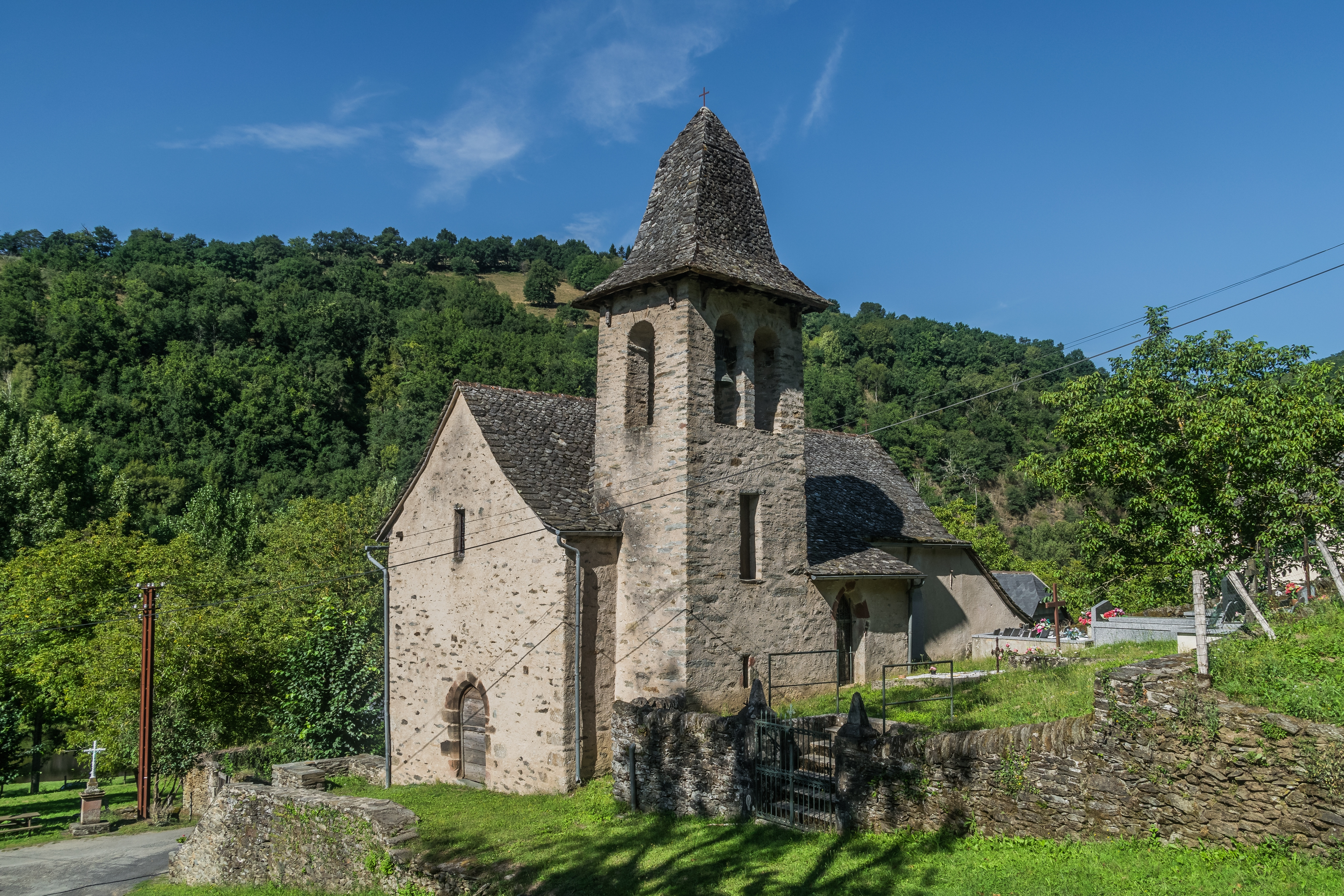
Église Saint-Sulpice de Saint-Sulpice
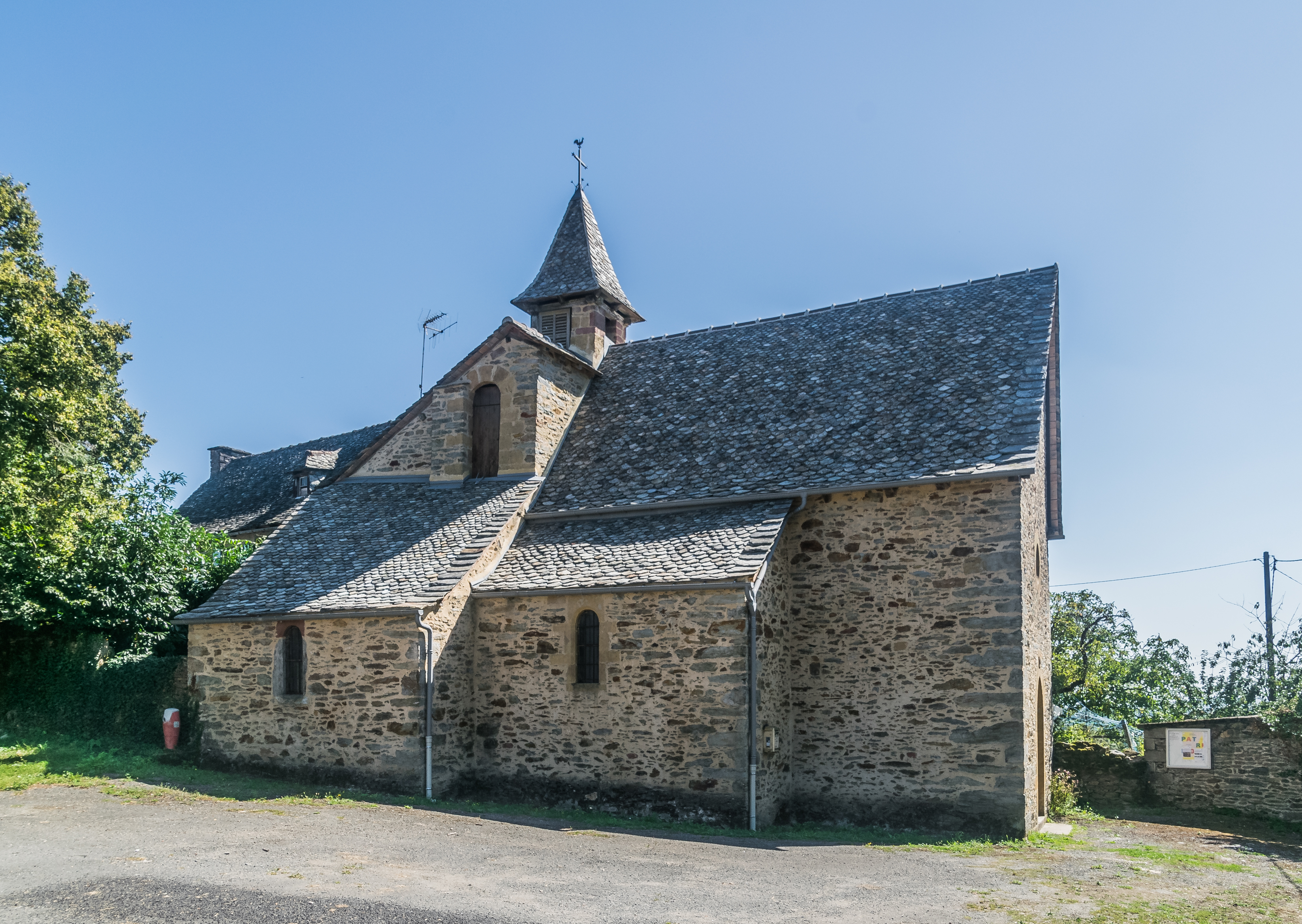
Chapelle Saint-Pierre de Pomiès
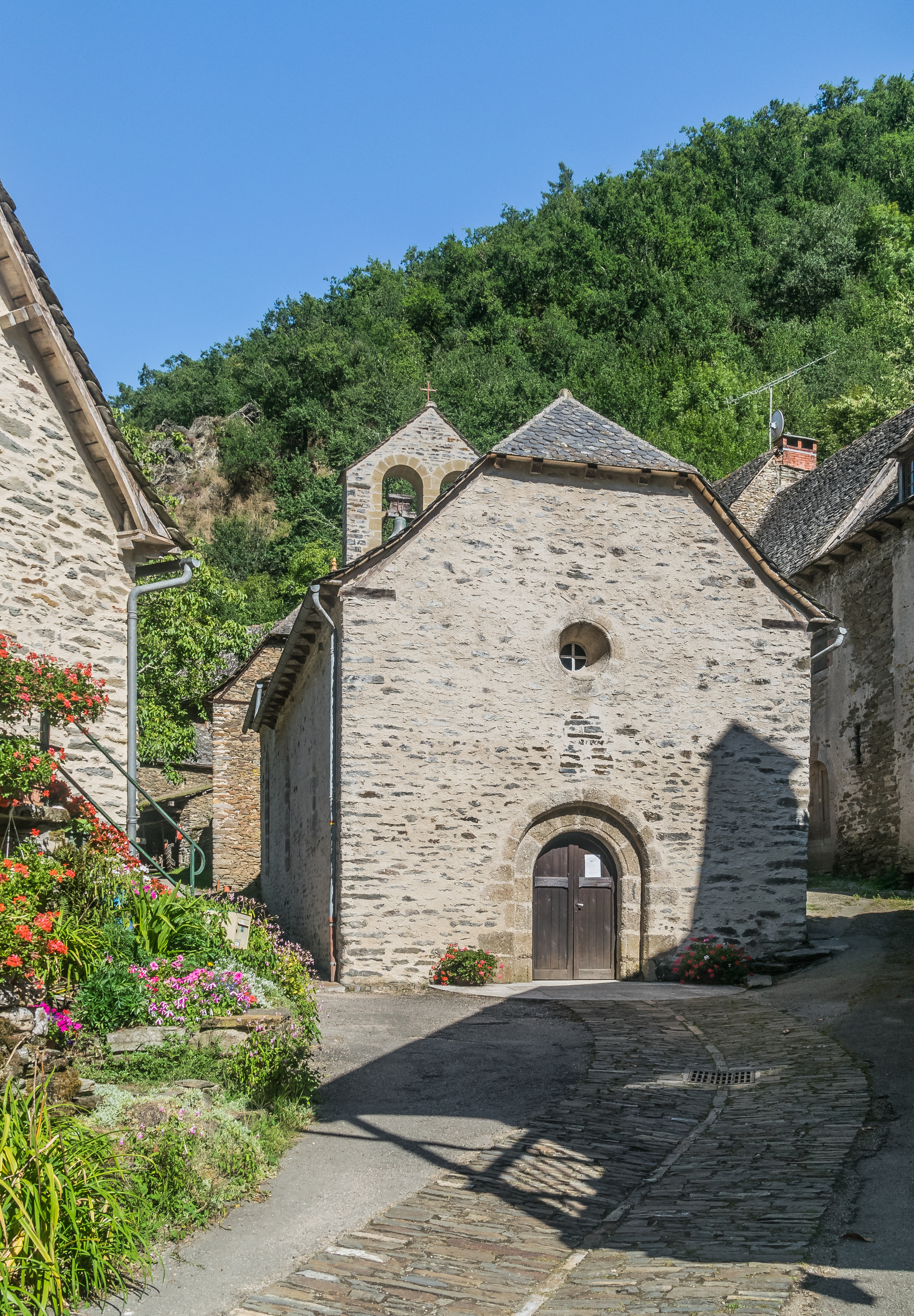
Chapelle Saint-Roch de Montarnal

### Patrimoine civil

#### Château de Sénergues
Inscrit MH (1979)
La construction de l'édifice remonte au XIe siècle pour le donjon et au XIIe siècle pour le reste du château. Dans les années 1580, Abraham de Guirard, seigneur de Sénergues, chercha à convertir les habitants au protestantisme. Il s’attira les foudres de la communauté de Conques de laquelle dépendait l’église de Sénergues. C'est une vaste demeure seigneuriale aux fenêtres tréflées.

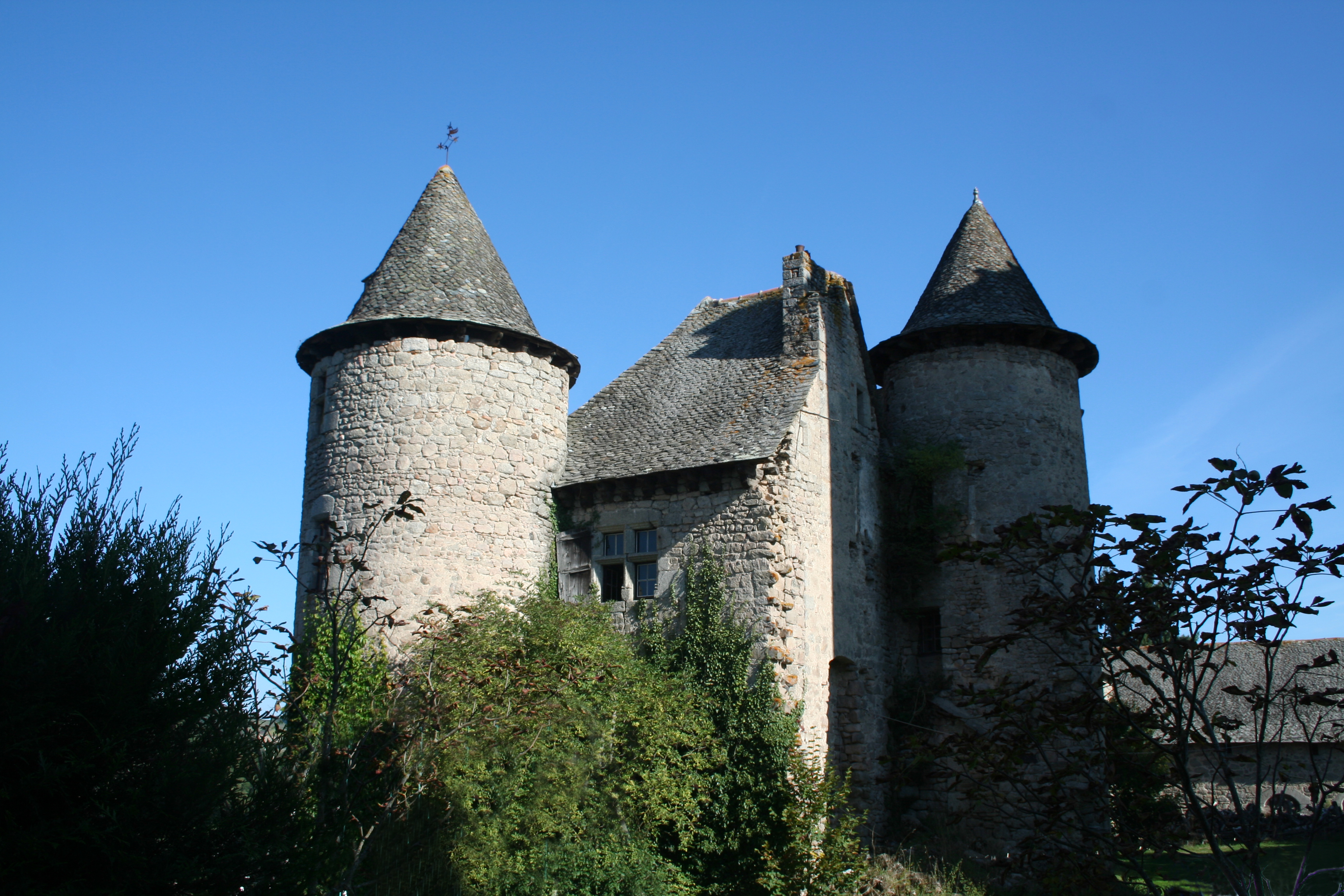
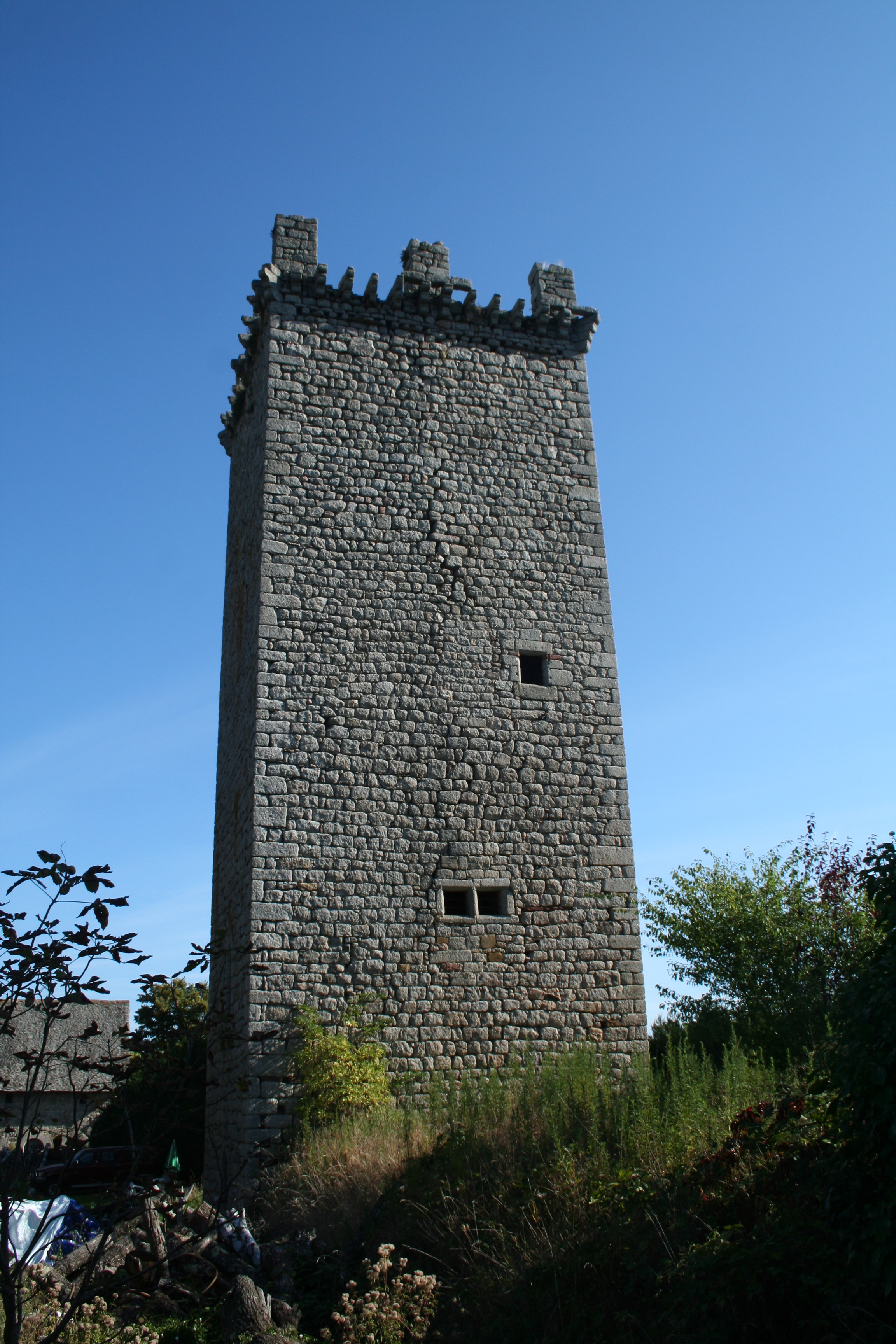

#### Château de Montarnal
Classé MH (1997)
Ce château qui date des XIe et XIVe siècles, présente des dispositions architecturales et militaires uniques en Rouergue, à l'image de son donjon qui développe un plan circulaire, rare dans cette région.

### Patrimoine culturel
Sénergues est une étape du pèlerinage de Saint-Jacques-de-Compostelle sur la Via Podiensis. Elle est précédée d'Espeyrac et suivie de l'étape majeure de Conques et son abbatiale Sainte-Foy.

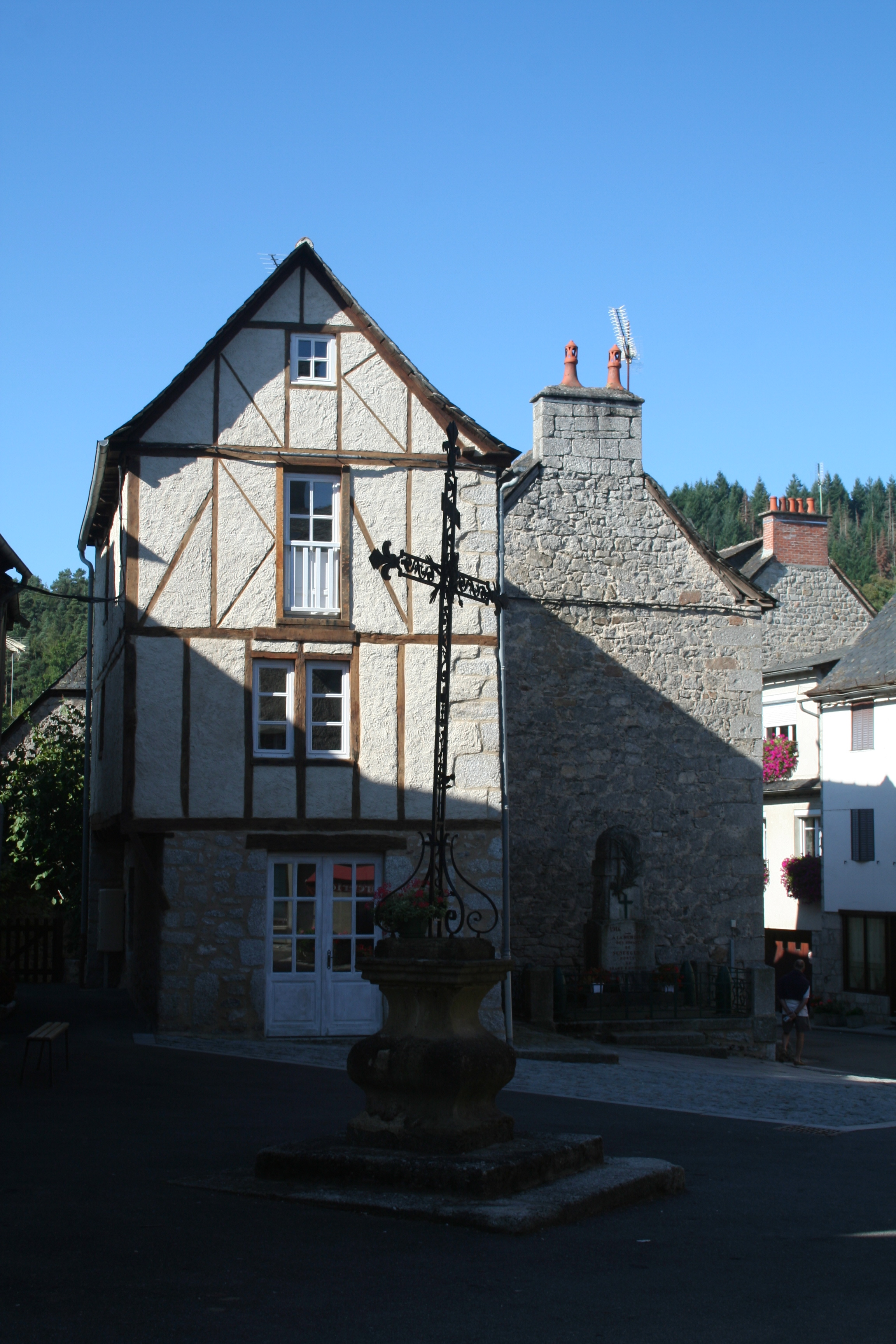
Place, croix, maison ancienne.

### Personnalités liées à la commune
- Louis le Pieux, empereur d'Occident de 814 à 840
- Georges Clot (1907-1972), commissaire de police, directeur honoraire de la police judiciaire, responsable à la Libération de la cellule anti-Gestapo de la police judiciaire, est né à Sénergues

### Filmographie
- Coline Serreau, Saint-Jacques... La Mecque, 2005.